# Боннський штадтбан

Схема ліній штадтбану

Схема трамвайних маршрутів

Боннський штадтбан (нім. Stadtbahn Bonn) — система ліній швидкісного трамваю-метротраму в колишній столиці ФРН місті Бонн та прилеглому районі Райн-Зіг. У системі використовуються стандартна ширина колії та живлення потягів від повітряної контактної мережі.

## Історія
Рух трамваїв в місті розпочався 19 квітня 1891 року, спочатку на кінні тязі. У 1892 році відкрилася лінія на паровій тязі, обидві лінії були приватними і у жовтні 1904 року перейшли у власність міста. Після цього почалася електрифікація ліній. Під час другої світової війни мережа значно постраждала, було знищено багато вагонів та пошкоджені колії. Після війни рух трамваїв відкрився лише 1 жовтня 1946 року, за винятком деяких другорядних ділянок. У середині 1950-х років розпочалося поступове закриття ліній під приводом звільнення місця для автомобільного руху, лінії заміщували автобусними маршрутами. Трамвай в ті часи вважався владою застарілим та неперспективним видом транспорту.
У середині 1960-х в місті функціонували три незалежні компанії, що обслуговували різні міські та приміські трамвайні лінії, для міста з таким населенням (на той час приблизно 140 000 мешканців) це було недоцільно. В ті часи федеральний уряд намагався перетворити Бонн з невеликого провінційного міста на сучасну столицю, але без розвинутого громадського транспорту це було зробити неможливо. У 1967 році міська влада затвердила проект будівництва тунелю в центрі міста. Спочатку планувалося будівництво справжнього метрополітену, але пізніше вирішили, що будівництво метротраму буде доцільніше. 22 березня 1975 року сталося офіційне відкриття штадтбану, більшість ліній раніше використовувалася трамваями чи залізницею, перед тим як передати їх до системи штадтбану лінії були реконструйовані.

## Лінії
Система складається з 6 ліній, двох основних, двох ліній підсилення та ще двох, які використовуються спільно з Кельном. У системі 81 станція, 64 в місті Бонн ще 17 в містах Бад-Гоннеф та Зігбург. З 13 підземних станцій — 12 у Бонні та 1 в місті Зігбург. Доповнює систему мережа трамвайних маршрутів, яка складається з 29,5 км та має невелику спільну ділянку з штадтбаном.
- Лінії 16 та 18 — пов'язують Бонн з Кельном, спільно використовуються з системою кельнського шдадтбану, створюючи міжміські лінії. На цих лініях курсують потяги обох мереж. Довжина лінії 16 становить 45,6 км, з яких 13,6 км в Бонні, лінії 18 становить 48,4 км, з яких 4,8 км в Бонні.
- Лінії 63 та 66 — основні лінії системи. Довжина лінії 63 становить 12,3 км, лінії 66, що сполучає Бонн з містами Бад-Гоннеф та Зігбург, становить 30 км, з яких 15 — у межах міста Бонн.
- Лінії 67 та 68 — працюють лише в буденні дні виключно в годину пік. Не мають жодної власної станції, використовуються як лінії підсилення на спільних з іншими лініями ділянках.

## Режим роботи
Лінії штадтбану працюють від 4:30 до 02:00, з грудня 2013 року лінія 66 в ніч з п'ятниці на суботу та з суботи на неділю працює без нічної перерви.

## Галерея

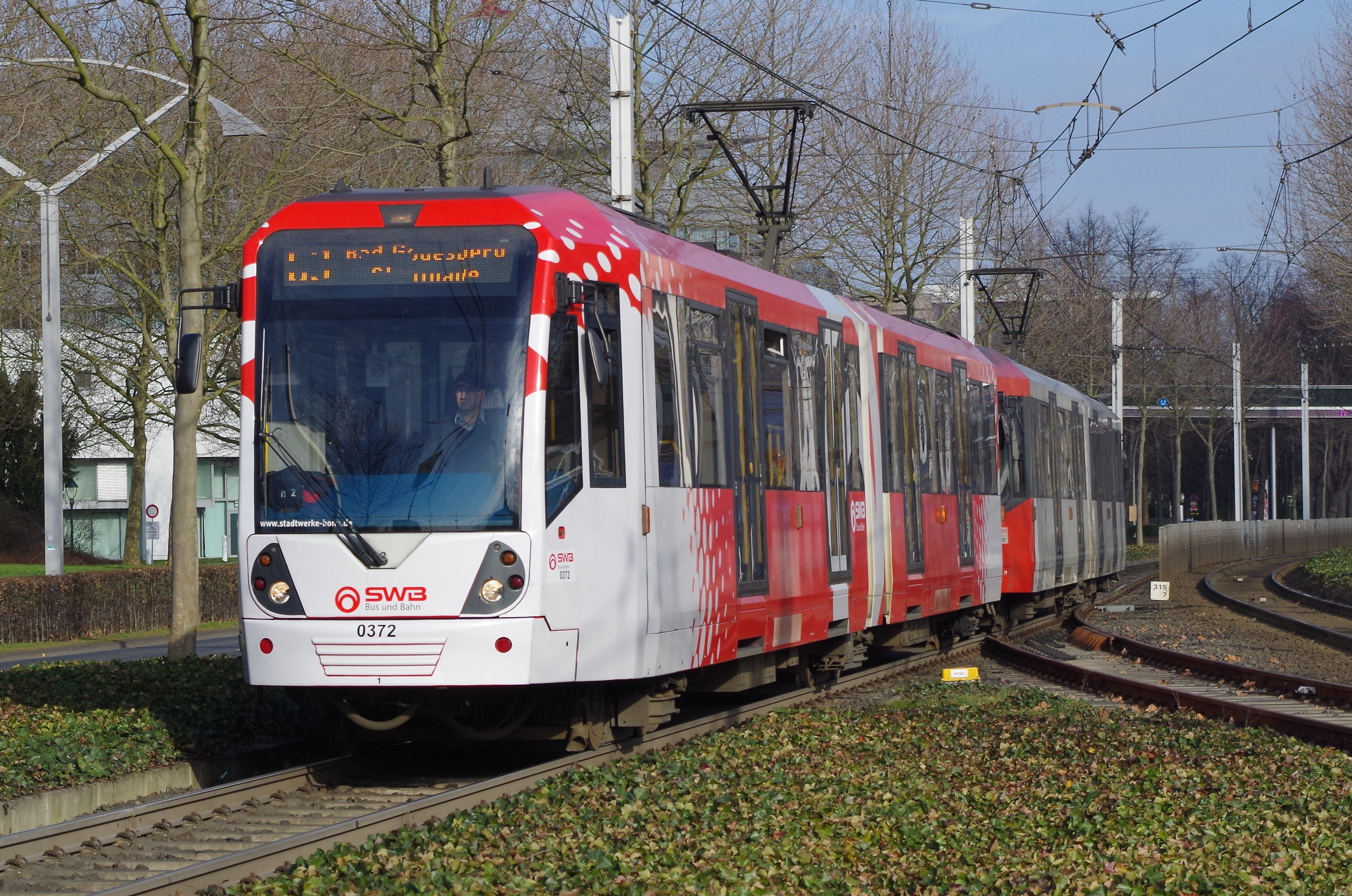
Потяг на наземні ділянці
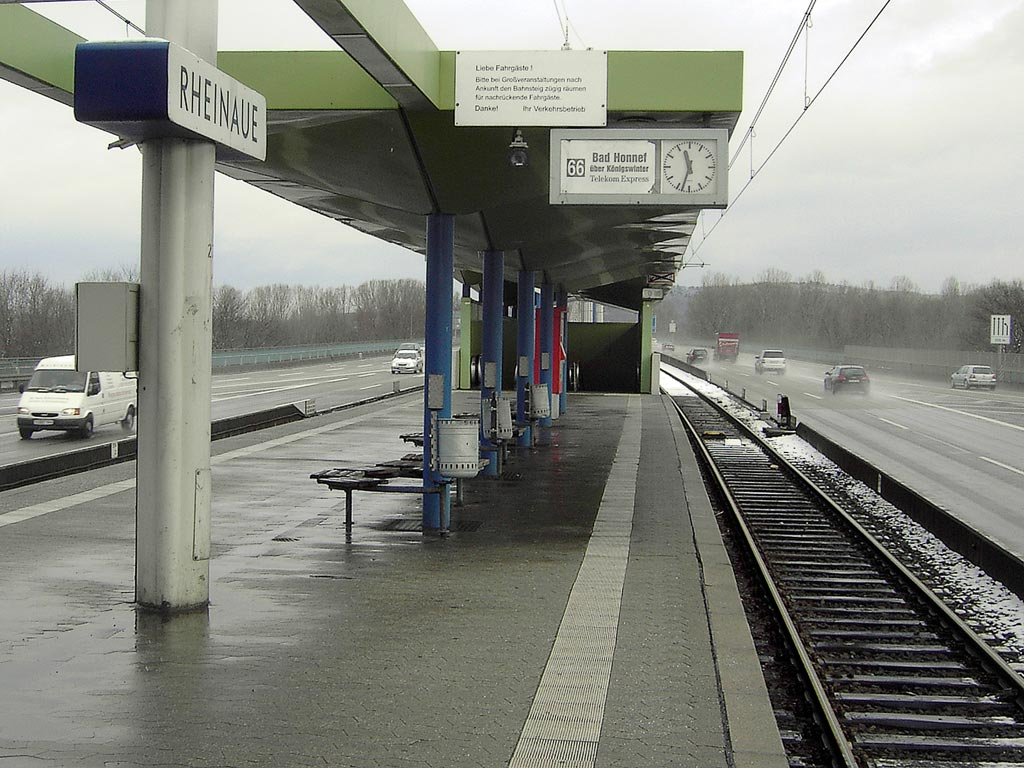
Наземна станція «Rheinaue»
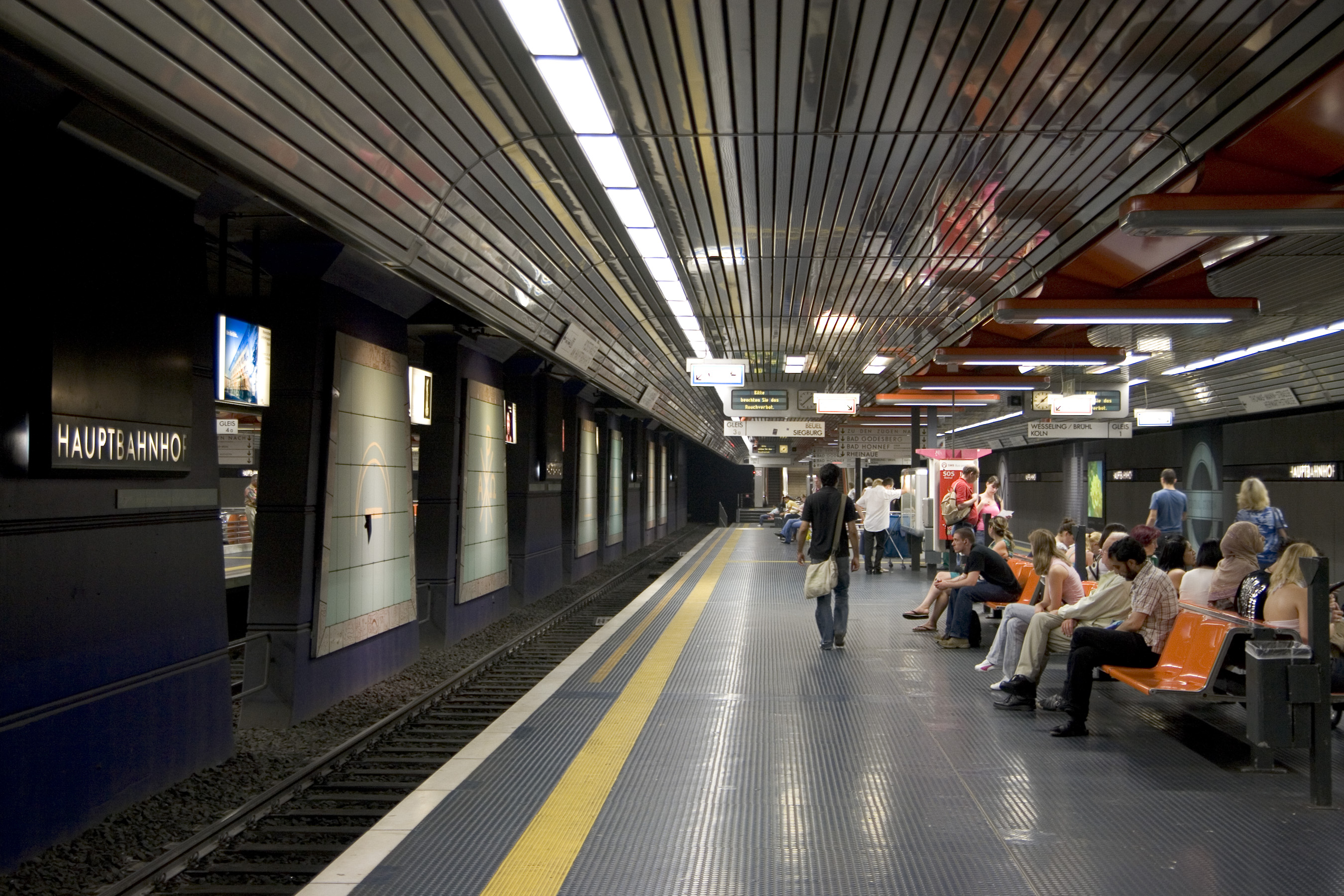
Підземна станція «Hauptbahnhof»
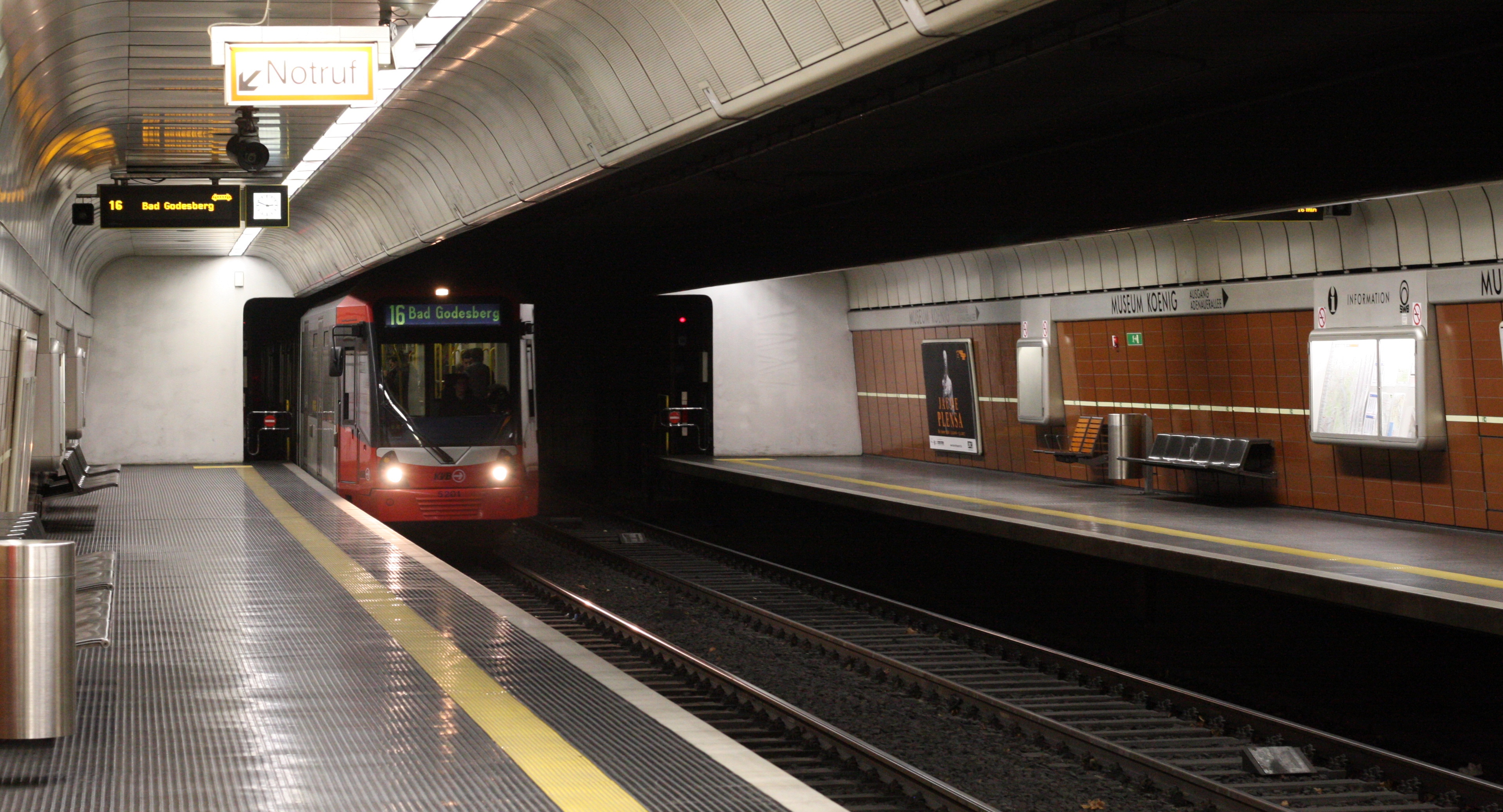
Підземна станція «Museum Koenig»